# Zagórze (Białogard)
Zagórze (deutsch Sager, Kreis Belgard) ist ein Dorf in der polnischen Woiwodschaft Westpommern. Es gehört zur Landgemeinde (gmina wiejska) Białogard (Landgemeinde Belgard) im Powiat Białogardzki.

## Geographische Lage
Zagórze liegt zwölf Kilometer südwestlich von Białogard in landschaftlich schöner Umgebung zwischen Bergen und Wäldern. Die Nordgrenze der Gemeinde bildet die Pokrzywnica (Krummes Wasser). Im Nordwesten des Ortes liegt der 63 Meter hohe Garnkowa Góre (Polsberg).

## Name
Von seiner landschaftlichen Lage leitet sich wohl der Name auf dem slawischen „Sa-gora“ = „hinter dem Berg“ ab.

## Ortsgeschichte
Im Jahre 1628 wird Sager als ein Podewilser Lehen urkundlich erwähnt. Später gehört der Ort auch der Familie von Platow. Erst wieder 1794 wurde Friedrich Wilhelm von Podewils alleiniger Besitzer, der den Ort jedoch 50 Jahre später für 50.000 Taler an Johann Ferdinand Ramthun verkauft. Letzte Eigentümer von 1908 bis 1945 war die im nahegelegenen Podewils wohnende Familie von Holtzendorff.
Das Krumme Wasser im Norden von Sager bildete einst die Grenze zum Fürstentum Cammin, später dann auch zum Landkreis Kolberg-Körlin. Durch Sager führte früher der Postweg von Köslin in die einstmalige neumarkische Stadt Schivelbein.
Im Jahre 1867 hat Sager 208 Einwohner, 25 Wohnhäuser und 21 Wirtschaftsgebäude. Außer der Landwirtschaft gab es auch noch Fischzucht – in den großen Teichen mit Karpfen und Karauschen, im Krummen Wasser Forellen.
1928 wurden der Gutsbezirk und der Gemeindebezirk zur Landgemeinde Sager zusammengelegt. 1939 lebten in der 752,1 Hektar umfassenden Gemeinde 177 Einwohner in 39 Haushaltungen. Bis 1945 gehörte Sager zum Landkreis Belgard (Persante) und bildete mit Kamissow und Natztow den Amtsbezirk Kamissow. Standesamtlich gehörte der Ort zu Rarfin, und das zuständige Amtsgericht war das in Belgard.
Letzte deutsche Amtsinhaber waren der Gemeindebürgermeister Albert Schneider, Amtsvorsteher Richard Schröter und Standesbeamter Otto Elert. Die polizeilichen Aufgaben regelte Oberlandjäger Karl Bark aus Podewils.
Am 3. März 1945 wurde Sager von sowjetischen Truppen besetzt. Ab Herbst 1945 wurde die deutsche Bevölkerung vertrieben. Sager kam unter dem Namen Zagórze zu Polen und wurde Teil der Landgemeinde Białogard.

## Kirche
Sager gehörte bis 1945 zum Kirchspiel Rarfin im Kirchenkreis Belgard (Kirchenprovinz Pommern) der evangelischen Kirche der Altpreußischen Union. Das Kirchenpatronat seitens Sagers nahm Rittergutsbesitzer von Holtzendorff wahr. Zum Kirchspiel 
Rarfin gehörten 1940 insgesamt 1412 Gemeindeglieder, die zuletzt von Pfarrer Günther-Gerhard Henning betreut wurden.

## Schule
An der 1867 gebauten Schule von Sager unterrichteten die Schulleiter Mahnke, Kirchhoff, Ruhmke und – zuletzt – Leschke.

## Persönlichkeiten: Söhne und Töchter des Ortes
- Volkmar von Arnim (1847–1923), deutscher Marineoffizier, zuletzt Admiral